# 粉叶柯
粉叶柯（学名：Lithocarpus macilentus）为壳斗科柯属的植物，为中国的特有植物。分布在中国大陆的广西、香港、广东等地，生长于海拔400米的地区，多生于溪谷两岸常绿阔叶林中，目前尚未由人工引种栽培。